# 渡辺みなみ
渡辺 みなみ（わたなべ みなみ、1957年10月21日 - ）は、北海道札幌市出身の元キャスター、フリーアナウンサー。
オフィス・トゥー・ワンに所属していた。

## 来歴
北海道教育大学教育学部附属札幌小学校・中学校を経て北海道札幌南高等学校2年生在学中にアメリカ・ニューヨーク州のハイスクールへ交換留学生として1年間留学（1974年 - 1975年）。帰国後の高校では3年生に編入されたため、1年遅れで高校を卒業。お茶の水女子大学教育学部史学科入学後、3年生の時に英語の能力を買われ、総理府の主催で東南アジアを公開して回った『青年の船』にて、世界から集まった約30人の若者のコーディネーター役を務めた。
大学卒業後、外資系広告代理店『J・ウォルター・トンプソン』に翻訳・同時通訳の専門職として入社。大学生に通った英会話学院の先生に紹介されての入社だった。しかし入社1年目の時に母が倒れたのをきっかけに退社し、看病のために札幌へ戻る。母の病状が回復したことによって再び東京へ戻り、1982年からフリーの通訳となり、イタリアのファッションデザイナー、ルイジ・コラーニの専属通訳などを務める。
最初、テレビの世界で生きていこうというような考えは毛頭無かったということだったが、通訳の仕事を通じて知り合った人の紹介で1983年頃から本職は通訳のままでテレビの仕事を始め、「久米宏のTVスクランブル」（日本テレビ）のアシスタント、「おはよう!CNN」「おはようTODAY」（共にテレビ朝日）などのキャスターなどを務めたほか、東京第二の民放FM局であるJ-WAVE開局から1990年までナビゲーターを務める。
「ニュースステーション」（テレビ朝日）では、最初は『チェック・ザ・ステーション』コーナー担当、後にニューヨーク駐在キャスター。1989年いっぱいまで務めた（1990年1月1日に同番組と契約切れ）。
私生活では1985年9月に同い年の男性と一度目の結婚をするが、1989年5月に協議離婚。その後1990年にアメリカ・ヒューストンで日本人医師と再婚。その後もヒューストン在住。1991年に長女を、1992年に次女を出産（この姉妹は17か月違いの年子）。

## 人物
- 実家は当時札幌で最も古い写真館の『渡辺写真館』[1][9]。姉がいる[1]。『みなみ』は本名であり[10]、この名前は自身の生まれた1957年10月21日が、南極観測船『宗谷』が出航した日であることによる[1]。
- 大学受験はお茶の水女子大学の他に上智大学、慶應義塾大学、津田塾大学を受験して全て合格。進学先に在学していた高校の生徒の多くが目指していた北海道大学ではなく東京の大学を選んだのは、自分が1年遅れの3年生であったため、北大に行ったら1年上にいるかつての同級生と顔を合わせるかも知れないし、それは嫌なのでみんなと同じ大学には行きたくなかったからだったと言う[1]。また、お茶の水女子大学を進学先に選んだ理由には、パンフレットに「クラスが少人数制でアットホームな雰囲気」とあったのに惹かれたことと、北海道出身の入学者が年に1～2人と少なかったからということもあったことからと言う[1]。
- 1982年に企業に再就職せずフリーの通訳となった理由は、父が大学3年生の時に既に亡くなっていたこともあり、今後母が倒れた時にはいつでも帰省出来るようにと、「自由な職業を選んだ」と言う[11]。この頃、東京に再び戻る時には札幌に留まるよう説得した母と口論になり、これ以前にも大学卒業後は大学院に進みたい思いを母に打ち明けた所、母から「札幌に帰って来ないなら一切面倒見ない」などと口論になったことがあり、これらについて渡辺本人は「気の強い女同士の言い争いだった」と話している[4][1]。
- 「久米宏のTVスクランブル」ではインカムを被り、副調整室のキューを本番中のスタジオに伝えた後、ビデオのカセットを入れるという役を務めていた。「この数秒間のさわやかな笑顔から人気が出た」と紹介されたことがあったが、これについて渡辺本人は「テレビに出ていると言ったって、1、2秒でしょ」と戸惑いながらインタビューに答えていたことがある[12]。
- 趣味はケーキ・お菓子作りで、その関連の著書も多い。そのケーキ作り好きが昂じて、1987年には菓子の勉強にとフランス・パリから南へ500kmほど行った所にある国立高等製菓技術学校に夏の休みの間、夏季講座を1か月間受けに行き、また日本でもケーキ作りの第一人者の元へ通い、それを習っていたほどである[1]。

## 著書
- みなみさんのケーキノート （主婦と生活社、1990年11月）
- みなみさんの素敵にケーキ　（主婦と生活社、1993年5月）
- あまいテーブル （主婦と生活社、1995年12月）
- みなみさんの子育ては素敵! （主婦と生活社、1996年7月）
- みなみさんの幸せケーキ （筑摩書房、1997年12月）

## 出演

### テレビ
| 期間                | 期間                | 番組名                                                             | 役職                                                                                    |
| ------------------- | ------------------- | ------------------------------------------------------------------ | --------------------------------------------------------------------------------------- |
| 1984年4月           | 1985年3月           | おはよう!CNN（テレビ朝日）                                         | レギュラーキャスター                                                                    |
| 不明                | 1985年3月           | 久米宏のTVスクランブル（日本テレビ）                               | アシスタント                                                                            |
| 1985年4月           | 1985年9月           | おはようTODAY（テレビ朝日）                                        | アシスタント兼『おはよう!CNN』レギュラーキャスター兼『ANNニュースセブン』担当キャスター |
| 1985年10月          | 1986年9月           | ANNニュースレーダー（テレビ朝日）                                  | 平日メインキャスター                                                                    |
| 1986年10月1988年4月 | 1987年9月1989年12月 | ニュースステーション（テレビ朝日）                                 | ニューヨークキャスター                                                                  |
| 1987年10月          | 1988年3月           | チェック・ザ・ステーション（テレビ朝日）                           | メインMC                                                                                |
| 1988年3月13日       | 1988年3月13日       | ANN報道特別番組『走れ!海底夢列車青函トンネル開通』（北海道テレビ） | 担当司会                                                                                |
| 1988年4月           | 1989年12月          | ANNニュースライナー（テレビ朝日）                                  | 『CNNコーナー』担当                                                                     |
| 1998年4月20日       | 1998年4月30日       | ニュースステーション（テレビ朝日）                                 | 月～木曜日代行サブキャスター                                                            |

### ラジオ
- ICHIDA EXPONENTIAL LOVE -Every Little Kiss- （J-WAVE） - 1988年10月（開局時）～1990年